# Distretto di Mae Tha (Lamphun)
Il distretto di Mae Tha (in thailandese: แม่ทา) è un distretto (amphoe) della Thailandia, situato nella provincia di Lamphun.